# Concepción Palacios Herrera
Concepción Palacios Herrera, född 1893, död 1981, var en nicaraguansk läkare. Hon blev 1927 den första kvinnliga läkaren i Nicaragua.